# 175 Andromache
175 Andromache este un asteroid din centura principală, descoperit pe 1 octombrie 1877, de James C. Watson.